# Де-Мойн (Нью-Мексико)
Де-Мойн (англ. Des Moines) — селище (англ. village) в США, в окрузі Юніон штату Нью-Мексико. Населення — 117 осіб (2020).

## Географія
Де-Мойн розташований за координатами 36°45′45″ пн. ш. 103°50′9″ зх. д. / 36.76250° пн. ш. 103.83583° зх. д. (36.762501, -103.835714).  За даними Бюро перепису населення США в 2010 році селище мало площу 2,87 км², уся площа — суходіл.

## Демографія
Згідно з переписом 2010 року, у селищі мешкали 143 особи в 72 домогосподарствах у складі 37 родин. Густота населення становила 50 осіб/км².  Було 98 помешкань (34/км²).
Расовий склад населення:
| - 88,1 % — білих - 1,4 % — корінних американців - 7,0 % — осіб інших рас |

До двох чи більше рас належало 3,5 %. Частка іспаномовних становила 30,8 % від усіх жителів.
За віковим діапазоном населення розподілялося таким чином: 21,0 % — особи молодші 18 років, 57,3 % — особи у віці 18—64 років, 21,7 % — особи у віці 65 років та старші. Медіана віку мешканця становила 49,1 року. На 100 осіб жіночої статі у селищі припадало 83,3 чоловіків;  на 100 жінок у віці від 18 років та старших — 91,5 чоловіків також старших 18 років.
За межею бідності перебувало 9,8 % осіб, у тому числі 0,0 % дітей у віці до 18 років та 12,5 % осіб у віці 65 років та старших.
Цивільне працевлаштоване населення становило 51 осіб. Основні галузі зайнятості: роздрібна торгівля — 21,6 %, мистецтво, розваги та відпочинок — 15,7 %, будівництво — 15,7 %.